# تيماتيك

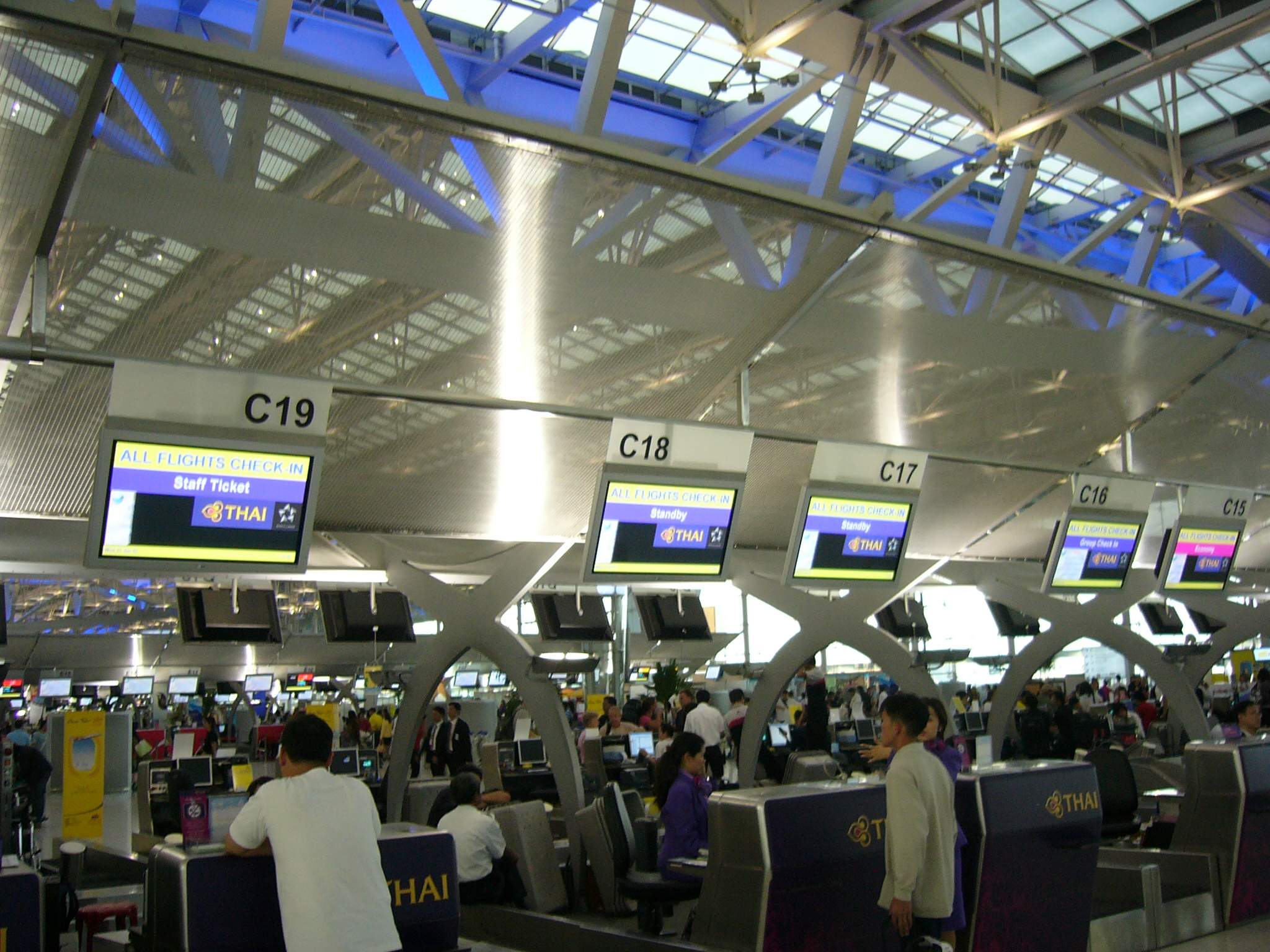
تستمعل تيماتيك في أماكن تسجيل المسافرين في المطارات

تيماتيك (بالإنجليزية: Timatic)‏ هي قاعدة بيانات متطلبات وثائق المسافرين المطلوبة لعبور الحدود. تأسست تيماتيك في عام 1963 ويديرها اتحاد النقل الجوي الدولي. تستعمل شركات الطيران ومكاتب الحجر للسفر تيماتيك لمعرفة إذا كان يمكن نقل المسافر أو الحجز له. في بعض الأحيان، تغرم سلطات الهجرة شركات الطيران التي تنقل مسافرين لا يحملون وثائق سفر مناسبة.
المعلومات التي توفرها تيماتيك:
- متطلبات الحصول على تأشيرة
- متطلبات التأشيرات حسب البلد
- المتطلبات الصحية
- الضرائب التي يدفعها المسافرون عن المغادرة أو عند الوصول
- الضرائب المفروضة على الأغراض المصدرة أو المستوردة والحيوانات الأليفة التي تصاحب المسافرين
- ضوائط نقل العملات

## روابط خارجية
- Online Timatic Database
- IATA Travel Centre, Timatic Consumer Portal
- article on TIM/Timatic (archived at واي باك مشين)
- Free Timatic access via StarAlliance site
- Free Timatic access via KLM website